# Ригън Форест
Ригън Форест (на английски: Regan Forest) е американска писателка на произведения в жанра любовен роман.

## Биография и творчество
Ригън Мари Уолтемейт Форест е родена на 30 октомври 1935 г. в Норт Плейт, окръг Линкълн, Небраска, САЩ, в семейството на Хари Уолтемейт и Дороти Уивър. Има трима братя.
През 1953 г. завършва гимназията в Норт Плейт. Получава бакалавърска степен от Университета на Аризона и педагогическа степен от Университета на Южна Калифорния.
След завършването си работи като начален учител в Хавай и Тусон, Аризона. Тя е страстен читател. В началото на 80-те години решава да се посвети на писателската си кариера.
Първият ѝ романс „One Step Ahead“ е издаден през 1985 г. Автор е на общо 21 романса публикувани от издателство „Арлекин“. Пише и поезия, и разкази.
През май 1992 г. в Тусон, Аризона, се омъжва за Уилям Л. Майер.
Член е на Асоциацията на писателите на романси на Америка. В края на живота си е ментор на млади писатели от окръг Браун.
Ригън Форест умира на 21 януари 2010 г. в Моргантаун, окръг Браун, Индиана, САЩ.

## Произведения

### Самостоятелни романи
- One Step Ahead (1985)
- The Answering Tide (1985)
- Star-Crossed (1986)
- Heart of the Wolf (1986)
- Desert Rain (1986)
- Wherever Love Leads (1987)
- A Wanted Man (1987)
- A Walking Shadow (1988)
- When Tomorrow Comes (1988)
- Heaven Sent (1988)
- Secrets of Tyrone (1989)
- Hidden Messages (1990)
- Moonspell (1990)
- The Lady and the Dragon (1991)
- Secret Lives (1992)
- Тайната на китайския талисман, Borrowed Time (1992)
- The Sheriff of Devil's Fork (1993)
- Bridge Across Forever (1993)
- La Prediction de Meredith (1997)

### Участие в общи серии с други писатели

#### Серия „Тайни фантазии“ (Secret Fantasies)
- The Man from Shadow Valley (1995)

от серията има още 11 романа от различни автори

#### Серия „Греховно легло“ (Wrong Bed)
3. Twin Beds (1997)
от серията има още 59 романа от различни автори